# 제인 에어 (2011년 영화)
《제인 에어》(영어: Jane Eyre)는 캐리 후쿠나가가 감독을 맡은 2011년에 개봉한 영국의 로맨스 영화이며, 미아 바시코프스카와 마이클 패스벤더가 주연을 맡았다. 각본은 샬럿 브론테가 1847년에 출판한 동명의 소설을 바탕으로해 각색하여 썼다.

## 줄거리
영화는 제인 에어가 손필드 홀에서 뛰쳐나와 황야에서 쓰러진 채 발견되며 시작된다. 그녀는 세인트 존 리버스와 그의 두 자매에게 발견되어 간호를 받으며 회복한다. 영화는 제인의 회복 과정과 그녀의 불행했던 어린 시절을 번갈아 보여준다. 고아였던 제인은 이모와 사촌에게 학대받고 로우드 학교에 보내진다. 엄격한 교장 밑에서 고된 생활을 하지만 헬렌 번즈와 우정을 쌓지만, 헬렌은 폐병으로 세상을 떠난다.
8년 후, 18세가 된 제인은 손필드 홀에 가정교사로 가게 된다. 집사 페어팩스 부인의 환대를 받으며 조용한 삶을 시작한다. 어느 날, 제인은 말을 타다 낙마한 남자를 돕게 되고, 그가 손필드 홀의 주인이자 가정교사로 일하는 아델 바렌의 보호자인 에드워드 로체스터임을 알게 된다. 제인과 로체스터는 서로에게 끌리지만, 로체스터는 블랑쉬 잉그램과의 결혼을 계획한다.
어느 날 밤, 제인은 로체스터의 방에 불이 난 것을 발견하고 함께 불을 끈다. 다음 날, 로체스터는 블랑쉬를 만나러 떠나고, 얼마 후 그녀와 그녀의 가족들이 손필드 홀에 방문한다. 블랑쉬의 등장에 상처받은 제인에게 리처드 메이슨이라는 자메이카에서 온 손님이 나타나고, 그의 등장으로 로체스터는 불안해한다. 그날 밤, 비명이 들리고, 로체스터는 제인을 데려가 부상당한 메이슨을 치료하게 한다. 제인은 로체스터 방에서 숨겨진 문을 발견한다. 로체스터는 제인에게 과거의 실수로 괴로워하고 있다고 고백하며 새로운 여인에게 빠졌다고 말하지만, 제인은 그 여인이 블랑쉬라고 생각한다.
제인은 사촌 존이 자살했다는 소식을 듣고 임종을 맞이하는 이모를 찾아간다. 이모는 제인의 친척 존 에어가 제인을 상속자로 삼아 마데이라로 함께 가고 싶어 한다는 편지를 제인에게 전한다. 3년 전의 편지였고, 이모는 제인이 로우드에서 죽었다고 거짓으로 편지를 보낸 것을 고백한다. 이모를 용서한 제인은 손필드 홀로 돌아가 존 에어와 연락을 시작한다.
로체스터가 블랑쉬와 결혼하려 하자 제인은 손필드 홀을 떠나겠다고 하고 로체스터에게 자신의 감정을 고백한다. 로체스터는 제인이 자신의 유일한 사랑이라며 청혼하고 제인은 이를 받아들인다. 그러나 결혼식에서 메이슨이 나타나 로체스터가 이미 메이슨의 여동생 버사라는 여인과 결혼한 사실을 폭로한다. 로체스터는 제인에게 진실을 말하고 정신이상인 버사를 보여주며 그녀를 정신병원에 보내는 대신 손필드 홀에 숨겨두고 있었다고 고백한다. 로체스터는 제인에게 남아달라고 간청하지만, 배신감에 휩싸인 제인은 손필드 홀을 떠난다.
무어 하우스에서 회복한 제인은 세인트 존으로부터 교사 자리를 얻고 작은 오두막에서 살게 된다. 어느 날 밤, 로체스터가 온 줄 알았지만 세인트 존이 와서 제인의 친척 존 에어가 죽어 제인에게 2만 파운드의 유산을 남겼다는 소식을 전한다. 제인은 세인트 존과 그의 자매들과 유산을 나누고, 무어 하우스에서 함께 살게 된다. 세인트 존은 제인에게 결혼하여 함께 선교사로 인도에 가자고 제안하지만, 제인은 거절한다.
제인은 손필드 홀로 돌아가고, 그곳은 화재로 폐허가 된 상태였다. 집사 페어팩스 부인으로부터 버사가 저택에 불을 질렀고, 로체스터는 모두를 구했지만 버사는 구하지 못했다는 소식을 듣는다. 제인은 시력을 잃은 로체스터를 찾아가 재회한다.

## 출연배우
- 미아 바시코프스카 - 제인 에어
- 마이클 패스벤더 - 에드워드 페어팩스 로체스터
- 제이미 벨 - 세인트 존 리버스
- 주디 덴치 - 페어팩스 부인
- 수 엘리어트 - 해나
- 샐리 호킨스 - 리드 부인
- 홀리데이 그레인저 - 다이애나 리버스
- 탬진 머챈트 - 메리 리버스
- 사이먼 맥버니 - 브로클허스트
- 이머전 푸츠 - 블랑쉬 잉그램
- 소피 워드 - 레이디 잉그램
- 제인 와이즈너 - 베시 리
- 아멜리아 클락슨 - 어린 시절의 제인
- 로미 세트번 무어 - 아델 바렝
- 프레이야 팍스 - 헬렌 번스
- 해리 로이드 - 리처드 메이슨
- 발렌티나 체르비 - 베르타 안토니에타 메이슨
- 크레이그 로버츠 - 존 리드
- 리지 호플리 - 미스 애봇
- 프레야 윌슨 - 엘리자 리드
- 에밀리 헤이그 - 조지아나 리드
- 샌디 맥데이드 - 미스 스캐처드
- 에드위나 엘렉 - 미스 템플
- 아워트 제임스 월터스 - 존
- 조지아 버크 - 레아
- 샐리 리브 - 마샤
- 에가란틴 렘보빌-니콜 - 소피
- 로지 카바리에로 - 그레이스 풀
- 안젤라 커랜 - 언더쿡
- 소피 워드 - 레이디 인그람
- 조 반 모이랜드 - 로드 인그람
- 헤이든 필립스 - 코널 던트
- 로라 필립스 - 미시즈 던트
- 조셉 클로스카 - 클레지먼 우드
- 벤 로버츠 - 브릭스
- 발렌티나 세비 - 버사 메이슨
- 네드 데네히 - 닥터 카터
- 사라 휴 - 조지아나 리드-어덜트

## 수상
- 2011년 제60회 멜버른 국제 영화제 후보 국제 파노라마
- 2011년 제46회 카를로비바리 국제 영화제 후보 공식부문: 비경쟁
- 2011년 제44회 시체스영화제 후보 오피셜 판타스틱 파노라마 경쟁부문
- 2011년 제58회 시드니 영화제 후보 러브 미
- 2011년 제1회 CINE ICON: KT&G 상상마당 배우기획전 후보 상영작
- 2012년 제84회 미국 아카데미 시상식 후보 의상상
- 2012년 제65회 영국 아카데미 시상식 후보 의상상
- 2012년 제17회 크리틱스 초이스 시상식 후보 의상상
- 2012년 제26회 고야상 후보 유럽영화상